# Xuancheng
Xuancheng (chinois : 宣城市 ; pinyin : Xuānchéng shì) est une ville-préfecture du sud-est de la province de l'Anhui en Chine. Elle est célèbre pour sa culture des quatre trésors du lettré.

## Subdivisions administratives
La ville-préfecture de Xuancheng exerce sa juridiction sur sept subdivisions – un district, une ville-district et cinq xian :
- le district de Xuanzhou - 宣州区 Xuānzhōu Qū ;
- la ville de Ningguo - 宁国市 Níngguó Shì ;
- le xian de Langxi - 郎溪县 Lángxī Xiàn ;
- le xian de Guangde - 广德县 Guǎngdé Xiàn ;
- le xian de Jing - 泾县 Jīng Xiàn ;
- le xian de Jingde - 旌德县 Jīngdé Xiàn ;
- le xian de Jixi - 绩溪县 Jìxī Xiàn.

## Personnalités
- Hu Shi (1891–1962) : philosophe et écrivain, il fut ambassadeur de la république de Chine aux États-Unis (1938–1941), président de l'université de Pékin (1946-1948), et plus tard, en 1958, président de l'Academia Sinica à Taïwan.
- Wang Jiaxiang (1906–1974) : dirigeant du Parti communiste chinois (PCC) à ses origines, membre du groupe des 28 bolcheviks.
- Jiang Zemin (1926–2022) : ancien président de la république populaire de Chine.
- Hu Jintao (1942– ) : ancien président de la république populaire de Chine.